# Merényi Dániel
Merényi Dániel, művésznevén Grafitember (Miskolc, 1977. november 9.) magyar reklámgrafikus, képregényrajzoló, a Napirajz c. webképregény szerzője.

## Élete
Az Avasi Gimnáziumban tanult rajz tagozaton, ahol mesterei Ihász Zsuzsa és Homonna György voltak. Még gimnazista korában, az érettségit megelőzően egy évet töltött Hollandiában mint cserediák, melynek során két szemesztert elvégzett az aarendonki szépművészeti akadémia rajz szakán. Az érettségi vizsgát követően az Iparművészeti Főiskola ipari formatervező szakára felvételizett, először sikertelenül. Később a Kirakatrendező és Dekoratőr Iskolában tanult. Ezután egy miskolci grafikai stúdió munkatársa volt, a Miskolci Bölcsész Egyesület filozófia jegyzeteinek tördelését végezte. Ezután egy ideig Magyarországon, majd Milánóban volt reklámszakember, a Publicis reklámügynökség art directoraként a cég budapesti és milánói irodáiban foglalkoztatták. 2006-ban kiszállt a reklámszakmából, s az olaszországi Caldonazzóban egy háromfős kerékpár-manufaktúra inasaként működött. Magyarországra visszatérve saját műhelyt nyitott, 2011-ig a Merényi Bicycles alapító tagjaként dolgozott mint vázépítő, designer. Egyik versenykerékpárja 2014-ben az Egyesült Királyságban bekerült a 100 legjobb kerékpáros termék közé. Saját használatú teherhordó kerékpárját kiállította az Iparművészeti Múzeum – Bringológia kiállításán, a rajta található kosarak a Miskolci Autista Alapítvány kézműves műhelyében készültek. Civil szervezetek számára is készít rajzokat (Tudatos Vásárló Egyesület, Ökotárs, TASZ, Helsinki Bizottság stb.). A British Council és a Comedy Centrál munkatársa volt éveken keresztül.
A képregényei saját bevallása szerint unalmas értekezleteken születtek meg, és saját maga szórakoztatását szolgálták, majd ezeket 2005-ben feltette blogjára, a napirajz.hu-ra, s egyhamar komoly rajongói bázisa jött létre.
Nős, két leány édesapja.

## Kötetei

### Önállóan
- Napirajz: Súlyosbítva azt, ami amúgy is... [2005-2006] (Titkos Fiók, Budapest, 2007)
- Napirajz: Még tovább súlyosbítva a mindent [2007] (Titkos Fiók, Budapest, 2008)
- Napirajz: A Holzkoffer-kód [2008] (Titkos Fiók, Budapest, 2009)
- Napirajz: Írószemmel '74 [2009] (Titkos Fiók, Budapest, 2010)
- Művészi aktnaptár 2012 naptár (Shirokuma, Budapest, 2011)
- Napirajz: Az autós űrkutatás első évtizedei [2010-2011] (Shirokuma, Budapest, 2012)
- Napirajz: Biokertészet és gyorsacél szerszámok a modern zenében [2012] (Shirokuma, Budapest, 2013)
- Jeles napok 2018 naptár (Shirokuma, Budapest, 2017)
- Napirajz: Gratest Hits [2013-2018] (Shirokuma, Budapest, 2019)
- Szecső története 12 egyszerű képen 2020 naptár (Shirokuma, Budapest, 2019)

### Más alkotókkal közösen
- Párkocka: Ami a csövön elfér 2010-2011 (Vad virágok könyvműhely, Budapest)
- Illusztrálta Perlaki Attila Útravalók című kötetét (Shirokuma, 2010).
- Illusztrálta Orosdy Dániel Halott ügyek című kötetét (Magánkiadás, 2012).
- Illusztrálta Király Gábor Csúf versek című kötetét (Kalandor Kiadó, 2014).
- Illusztrálta Index.hu Ma is tanultam valamit című kötetét (Index.hu, 2015).
- Illusztrálta Tajthy Krisztina, Boda Lídia Milli és Rémi miskolci kalandjai című kötetét (Maradj Miskolcon Alapítvány, 2016).
- Illusztrálta Index.hu Ma is tanultam valamit 2 című kötetét (Index.hu, 2016).
- Illusztrálta Haász János Felnőtteknek nem című kötetét (Athenaeum Kiadó, 2017).
- Illusztrálta Török Gábor A lakott sziget című kötetét (Athenaeum Kiadó, 2017).
- Illusztrálta Kovácsy Zsombor Beutaló című kötetét (Athenaeum Kiadó, 2018).
- Illusztrálta Index.hu Ma is tanultam valamit 3 című kötetét (Index.hu, 2018).
- Illusztrálta Orosdy Dániel Wakond című kötetét (Athenaeum Kiadó, 2019).
- Illusztrálta Tajthy Krisztina, Boda Lídia A csavargás folytatódik című kötetét (Maradj Miskolcon Alapítvány, 2019).
- Illusztrálta Endrődi-Juhász Ágnes Csillagközi űrutalás, avagy a téridő pénz Archiválva 2022. január 30-i dátummal a Wayback Machine-ben című kötetét (ThinkZee Kft., 2021).
- Illusztrálta Ésik Sándor Sanyikám, én nem politizálok - Az baj, mert akkor más fog helyetted című kötetét (Libri Kiadó, 2021).